# Liga Social Sufragista
Liga Social Sufragista (“the Suffragist Social League”), först med namnet Liga Femínea Puertorriqueña (“The Puerto Rican Feminine League”), var en kvinnoförening på Puerto Rico, grundad 1917.   Syftet var att verka för införandet av rösträtt för kvinnor. Det var den första föreningen för kvinnlig rösträtt och för kvinnors rättigheter över huvud taget på Puerto Rico. 

## Historik
Föreningen grundades 1917 av Ana Roque de Duprey under namnet Liga Femínea Puertorriqueña. Anledningen var att USA samma år hade införts allmän manlig rösträtt och valbarhet på Puerto Rico genom Jones Act. Det blev den första och den främsta rösträttsföreningen i rörelsen för kvinnlig rösträtt på Puerto Rico. 
Rösträttsreformen infördes i USA 1920. Året därpå ändrade Liga Femínea Puertorriqueña namn till Liga Social Sufragista för att markera att den sökte inte enbart rösträtt utan samtliga medborgerliga rättigheter för kvinnor, inklusive rösträtt. 
Eftersom Puerto Rico var en amerikansk besittning, drev kvinnorörelsen därför kravet att reformen borde gälla även på Puerto Rico. En ledande medlem av föreningen, Milagros Benet de Mewton, drev från 1924 en stämning för detta ändamål; 1928 vände hon sig direkt till USA:s kongress, och 1929 infördes villkorlig rösträtt för litterata kvinnor. 
Rörelsen framställde sig inte på ett radikalt sätt utan kampanjade för rösträtt och valbarhet med argumentet att kvinnor i egenskap av hustrur och mödrar redan hade erfarenhet av beslutsfattande i sin roll i familjen och kunde bidra med sitt perspektiv och kvinnliga egenskaper i politiken. 
1936 infördes slutligen allmän rösträtt för kvinnor.